# Mære Station
Mære Station (Mære stoppested) var en jernbanestation på Nordlandsbanen, der lå ved byområde Mære i Steinkjer kommune i Norge.
Stationen blev oprettet som holdeplads 1. april 1917 med bemanding for ekspedition af passagerer og gods. Den var bemandet indtil 16. februar 1969, hvor den blev nedgraderet til trinbræt. 24. oktober 1977 blev et fjernstyret krydsningsspor taget i brug lige syd for stationen. Stationen blev nedlagt 7. januar 2001, mens krydsningssporet stadig er i funktion.
Stationsbygningen blev opført i 1918 efter tegninger af NSB Arkitektkontor.